# Paepalanthus obtusifolius
Paepalanthus obtusifolius är en gräsväxtart som först beskrevs av Ernst Gottlieb von Steudel, och fick sitt nu gällande namn av Friedrich August Körnicke. Paepalanthus obtusifolius ingår i släktet Paepalanthus och familjen Eriocaulaceae. Inga underarter finns listade i Catalogue of Life.